# ザ・シーホーセズ
ザ・シーホーセズ(The Seahorses)は、イギリスのロックバンド。1996年、ザ・ストーン・ローゼズ脱退後のジョン・スクワイアを中心に結成。

## 概要
スクワイア以外のメンバーは、ベーシストにパブでの演奏を聴いたスクワイアに誘われたスチュアート・フレッチャー、ボーカルにスチュアートの知人だったクリス・ヘルム、ドラマーにはヨーク界隈で既に有名なドラマーだったアンディ・ワッツが加わった。1997年5月、トニー・ヴィスコンティプロデュースで唯一のアルバム『ドゥ・イット・ユアセルフ』をリリースし、全英2位、全米8位を記録した。9月にオアシスのリアム・ギャラガーとの共作シングル「ラヴ・ミー・アンド・リーヴ・ミー」をリリースし、その後ワッツが脱退。マル・スコットが一時的にドラマーとして加入。1998年にバンドは新しく加入したドラマー、マーク・ヒーニーと共にギグを行ったりフェスティバルに参加する。1999年に入りオリンピック・スタジオで新作の作業を始めるが、1月23日に突如解散が発表された。
レコーディングが終了していた幻の2ndアルバムは、後年『Minus Blue』のタイトルでブートレグ盤として発売されている。

## 作品

### アルバム
- ドゥ・イット・ユアセルフ - Do It Yourself （1997年） 全英2位[2]、全米8位

### シングル
- ラヴ・イズ・ザ・ロー - "Love Is the Law" （1997年） 全英3位[2]
- ブラインデッド・バイ・ザ・サン - "Blinded by the Sun" （1997年） 全英7位[2]
- ラヴ・ミー・アンド・リーヴ・ミー - "Love Me and Leave Me" （1997年） 全英16位[2]
- ユー・キャン・トーク・トゥ・ミー - You Can Talk to Me" （1997年） 全英15位[2]